# Vevcsani
Vevcsani (macedónul Вевчани) az azonos nevű község székhelye és egyben egyetlen települése Észak-Macedóniában.

## Népesség
2002-ben 2 433 lakosa volt, melyből 2 419 macedón és 14 egyéb.